# Everson Mono
Everson Mono ist eine nichtproportionale Schriftart zum Gebrauch auf Computern. Sie wurde von Michael Everson mit dem Ziel entwickelt, möglichst viele der Unicode-Schriftzeichen zu enthalten, die nicht zu den CJK-Schriften (chinesische, japanische und koreanische Schrift) gehören. Mit Stand Ende 2019 ist die Version 7.0.0 aktuell, die 9632 Zeichen enthält.